# Lormont
Lormont é uma comuna francesa na região administrativa da Nova Aquitânia, no departamento da Gironda. Estende-se por uma área de 7,36 km². Em 2010 a comuna tinha 23 449 habitantes (densidade: 3 186 hab./km²).934 hab/km².